# 뒷지느러미

7번의 지느러미가 뒷지느러미의 위치다.

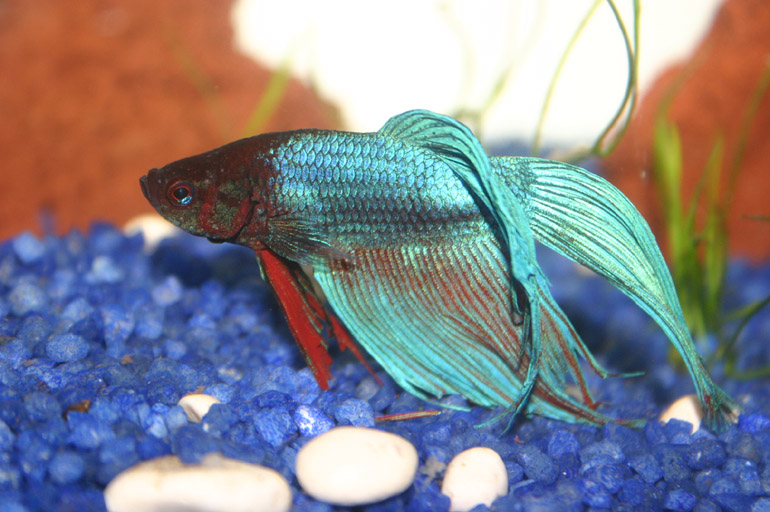
샴 투어의 발달된 뒷지느러미

뒷지느러미는 항문과 꼬리지느러미 사이에 있는 지느러미다. 항문지느러미라고도 하며, 헤엄칠 때 균형을 잡아주고 전진운동을 돕는 역할이다.

## 같이 보기
- 꼬리지느러미
- 지느러미